# Марія-Тереза Вальтер
Марі́я-Тере́за Вальте́р (фр. Marie-Thérèse Walter; 13 липня 1909, Ле-Перре-сюр-Марн — 20 жовтня 1977, Жюан-ле-Пен) — французька модель і натурниця Пабло Пікассо (з 1927 по 1940), мати Майї Відмаєр-Пікассо. Зображена на картинах «Сон» (1932), «Оголена, зелене листя та бюст» (1932) та «Жінка в капелюшку й хутряному комірі» (1937). Зображена як яскрава білявка.

## Біографія
Марія-Тереза Вальтер народилась 13 липня 1909 року у Ле-Перре-сюр-Марн у Франції.
8 січня 1927 року, 17-річною дівчиною, зустріла Пікассо перед Галереєю Лафайєт у Парижі (хоча Герберт Т. Шварц датує зустріч січнем 1925 на паризькому вокзалі Сен-Лазар; Рой Макгрегор-Гесті відносить її до 8 січня 1928). У цей час Пікассо жив з офіційною дружиною Ольгою Хохловою, російською балериною українського походження, з якою мав п'ятирічного сина. Він і Вальтер почали відносини, таємні для його дружини до 1935 року. 
Від 1927 року Вальтер жила поруч з родиною Пікассо, який проживав у квартирі на рю ля Боеті, наданій йому його приятелем і за сумісництвом арт-дилером Полом Розенбергом (сам він жив неподалік). Від 1930 року проживала в будинку навпроти Пікассо на рю ля Боеті, будинок 44. У липні 1930 року Пікассо придбав замок у Бойселоупі неподалік від Жизора у Нормандії, який використовував здебільшого як студію для скульптур. Марія-Тереза невідступно супроводжувала родину Пікассо, стала його моделлю й музою для картин і скульптур. 
У 1935 році Вальтер завагітніла. Коли друг повідомив дружині Пікассо, що чоловік вже тривалий час зраджує її і інша жінка вагітна, Хохлова негайно покинула Пікассо і переїхала з сином Пауло на південь Франції. Пікассо та Хохлова так і не розірвали шлюбу через бажання Пікассо уникнути рівномірного розподілу статків за французьким законодавством і жили окремо до смерті Хохлової у 1955 році. 
5 вересня 1935 року Вальтер народила доньку Марію де ла Консепсьйон на прізвисько Майя. Вона з донькою лишалася з Пікассо у Жюан-ле-Пене на півдні Франції від 25 березня до 14 травня 1936 року, а потім у Ле Трембле-сюр-Мольдре, за 25 кілометрів від Версаля, де батько няньчив Майю на вихідні й подеколи в будні. Майя працювала моделлю для деяких з картин, зокрема «Майя з лялькою» (1938).
В 1935 році Пікассо закохався в Дору Маар, фотографиню-сюрреалістку й натурницю. Вальтер випадково зустріла Маар у студії Пікассо, коли він малював «Герніку». Пікассо пізніше казав, що був цілком задоволений ситуацією і що, коли жінки поставили йому вимогу вибрати одну з них, він лишив цю справу їм самим. Натурниці почали запеклу боротьбу за право бути з художником. Пікассо описав цей момент «як один із найкращих спогадів». Стосунки закінчились у 1935 році.
У 1940 Вальтер з донькою переїжджає до Парижа на бульвар Анрі IV, будинок 1, оскільки бкдинок у Ле-Трембле-сюр-Мольдре був зайнятий під час Другої світової війни. Пікассо підтримував фінансами Марію-Терезу та Майю, але так і не одружився.
20 жовтня 1977 року Марія-Тереза Вальтер покінчила життя самогубством у Жюан-ле-Пен на півдні Франції. 
Майя народила трьох дітей. Один із них, Олів'є Відмайєр Пікассо, опублікував біографію діда «Пікассо: Справжня сімейна історія». Діана Відмайєр Пікассо починаючи з 2003 року працює над 2000-сторінковим каталогом скульптур діда з 3D-ілюстраціями.